# Austrometzgeria saccata
Austrometzgeria saccata là một loài Rêu trong họ Metzgeriaceae. Loài này được (Mitt.) Kuwah. mô tả khoa học đầu tiên năm 1966.